# 니시토쿄시
니시토쿄시(일본어: 西東京市, 문화어: 니시도꾜시)는 일본 도쿄도에 있는 시이다. 이 도시는 2001년 1월 21일에 호야시와 다나시시를 통합하여 만들어졌다.

## 지리
무사시노 대지의 중앙에 위치한다. 도시는 물 공급 상태가 안 좋은 다마 지역에 속하기는 하지만 도시를 통과하는 사쿠지강, 시라코강, 신카와강, 다마가와조스이강 덕분에 물 공급 상태가 좋은 편이다. 동서 길이는 4.8km이고 남북 길이는 5.6km이다.
동쪽으로 네리마구, 서쪽으로 고다이라시, 남쪽으로 고가네이시, 무사시노시, 북서쪽으로 히가시쿠루메시와 접하고 북쪽으로 사이타마현 니자시와 접한다.

## 지역
- 호야시
  - 후지마치
  - 히바리가오카
  - 히가시정
  - 히가시후시미
  - 호야정
  - 이즈미정
  - 기타마치
  - 나카마치
  - 사카에정
  - 시모호야
  - 신마치
  - 스미요시정
  - 야기사와
- 다나시시
  - 기타하라정
  - 니시하라정
  - 다나시정
  - 무코다이정
  - 미나미정
  - 미도리정
  - 시바쿠보정
  - 야토정

## 역사
옛 다나시는 에도 시대에 역참으로 번영하였다. 이후 고부 철도가 도시에서 떨어진 곳에 건설되면서 도시는 점차 쇠퇴하기 시작했다.

## 교통

### 철도
- 세이부 철도
  - 이케부쿠로선
    - 호야역, 히바리가오카역

  - 신주쿠선
    - 히가시후시미역, 세이부야기사와역, 다나시역

## 인구
| 연도 | 인구    | ±%      |
| ---- | ------- | ------- |
| 1920 | 6,723   | —       |
| 1930 | 8,972   | +33.5%  |
| 1940 | 10,977  | +22.3%  |
| 1950 | 28,343  | +158.2% |
| 1960 | 78,091  | +175.5% |
| 1970 | 144,660 | +85.2%  |
| 1980 | 158,235 | +9.4%   |
| 1990 | 170,290 | +7.6%   |
| 2000 | 180,885 | +6.2%   |
| 2010 | 196,494 | +8.6%   |
| 2020 | 207,388 | +5.5%   |

## 픽션

### 만화
- 개구리 중사 케로로 (장르: 코미디, 공상과학, 액션, 일상)

## 출신 인물
- 고노 린: 일본의 바둑기사